# Box-office France 1948
Cet article traite du box-office de 1948 en France.

## Les films de plus de deux millions d'entrées
| Classement | Titre                              | Pays                          | Réalisateur                                 | Box-office France   |
| ---------- | ---------------------------------- | ----------------------------- | ------------------------------------------- | ------------------- |
| 1.         | Bambi                              |                               | David Hand / James Algar / Samuel Armstrong | 10 679 106 entrées, |
| 2.         | La Chartreuse de Parme             |                               | Christian-Jaque                             | 6 151 521 entrées   |
| 3.         | La Bataille de l'eau lourde        |                               | Jean Dréville                               | 5 373 377 entrées   |
| 4.         | Clochemerle                        |                               | Pierre Chenal                               | 5 027 714 entrées   |
| 5.         | Aux yeux du souvenir               | Jean Delannoy                 | 4 559 689 entrées                           |                     |
| 6.         | Les Casse-Pieds                    | Jean Dréville                 | 4 328 290 entrées                           |                     |
| 7.         | Les Aventures des Pieds-Nickelés   | Marcel Aboulker               | 4 095 205 entrées                           |                     |
| 8.         | Ambre                              |                               | Otto Preminger                              | 3 918 690 entrées   |
| 9.         | Duel au soleil                     | King Vidor / William Dieterle | 3 719 544 entrées                           |                     |
| 10.        | Blanc comme neige                  |                               | André Berthomieu                            | 3 666 283 entrées   |
| 11.        | Les Enchaînés                      |                               | Alfred Hitchcock                            | 3 645 807 entrées   |
| 12.        | Ali Baba et les Quarante Voleurs   | Arthur Lubin                  | 3 634 679 entrées                           |                     |
| 13.        | D'homme à hommes                   |                               | Christian-Jaque                             | 3 561 986 entrées   |
| 14.        | Le Maître de forges                | Fernand Rivers                | 3 495 717 entrées                           |                     |
| 15.        | Sept Ans de malheur                |                               | Carlo Borghesio                             | 3 484 322 entrées   |
| 16.        | Par la fenêtre                     |                               | Gilles Grangier                             | 3 213 162 entrées   |
| 17.        | Mandrin                            | René Jayet                    | 3 145 749 entrées                           |                     |
| 18.        | Dédée d'Anvers                     | Yves Allégret                 | 3 077 336 entrées                           |                     |
| 19.        | Mademoiselle s'amuse               | Jean Boyer                    | 2 994 210 entrées                           |                     |
| 20.        | Rocambole                          |                               | Jacques de Baroncelli                       | 2 948 361 entrées   |
| 21.        | Si ça peut vous faire plaisir      |                               | Jacques Daniel-Norman                       | 2 865 935 entrées   |
| 22.        | La Dernière Étape                  |                               | Wanda Jakubowska                            | 2 797 511 entrées   |
| 23.        | Hamlet                             |                               | Laurence Olivier                            | 2 721 273 entrées   |
| 24.        | Après l'amour                      |                               | Maurice Tourneur                            | 2 710 518 entrées   |
| 25.        | Émile l'Africain                   | Robert Vernay                 | 2 706 935 entrées                           |                     |
| 26.        | La Maison du docteur Edwardes      |                               | Alfred Hitchcock                            | 2 668 761 entrées   |
| 27.        | Monsieur Verdoux                   | Charlie Chaplin               | 2 601 601 entrées                           |                     |
| 28.        | Aloma, princesse des îles          | Alfred Santell                | 2 571 724 entrées                           |                     |
| 29.        | La Maternelle                      |                               | Henri Diamant-Berger                        | 2 466 059 entrées   |
| 30.        | Ruy Blas                           | Pierre Billon                 | 2 453 187 entrées                           |                     |
| 31.        | La Fière Tzigane                   |                               | Roy William Neill                           | 2 426 447 entrées   |
| 32.        | L'Aigle à deux têtes               |                               | Jean Cocteau                                | 2 408 366 entrées   |
| 33.        | Les Aventures de Tarzan à New York |                               | Richard Thorpe                              | 2 362 493 entrées   |
| 34.        | Le Massacre de Fort Apache         | John Ford                     | 2 293 565 entrées                           |                     |
| 35.        | Les Parents terribles              |                               | Jean Cocteau                                | 2 256 777 entrées   |
| 36.        | Mabok, l'éléphant du diable        |                               | Alfred Santell                              | 2 256 511 entrées   |
| 37.        | Les amoureux sont seuls au monde   |                               | Henri Decoin                                | 2 238 416 entrées   |
| 38.        | La Vallée du jugement              |                               | Tay Garnett                                 | 2 177 633 entrées   |
| 39.        | Cargaison clandestine              |                               | Alfred Rode                                 | 2 154 476 entrées   |
| 40.        | Les Raisins de la colère           |                               | John Ford                                   | 2 107 675 entrées   |
| 41.        | Passeurs d'or                      |                               | Émile-Georges De Meyst                      | 2 069 189 entrées   |
| 42.        | La Vie en rose                     |                               | Jean Faurez                                 | 2 044 555 entrées   |